# Septum transversum

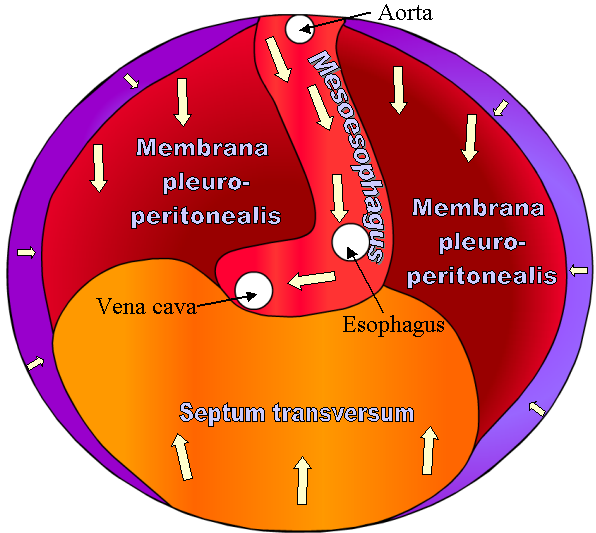
Embryonale Entstehung des Zwerchfells

Das Septum transversum ist als einer der Vorläufer des Zwerchfells eine embryonale Struktur, die sich am 23. Tag der Embryonalentwicklung unterhalb der Herzanlage als breite, horizontale Verdickung des Mesoderms bildet und den Brustraum insofern unvollständig von der Bauchhöhle abgrenzt, als zu beiden Seiten des Vorderdarms als Perikardioperitoneal- oder Zölomkanäle bezeichnete Lücken bestehen bleiben.
Ab dem 24. Tag beginnen vom Entoderm abstammende Leberparenchymzellen in das Septum transversum vorzuwachsen und dieses so zu durchdringen, dass es zu vielfältigen Interaktionen zwischen beiden Gewebstypen kommt und letztlich die Bindegewebsstrukturen der Leber ebenso wie deren blutbildende Zellen und die Kupffer-Zellen vom Septum transversum abstammen. An Tierzellen konnte so z. B. nachgewiesen werden, dass diese Gewebsinteraktionen zwischen hepatischem Entoderm und Mesenchym die Differenzierung der Leberzellen ermöglichten, die Kultur von Endodermzellen alleine im Gegensatz dazu dies nicht gestattete. Einige Zytokine und Transkriptionsfaktoren  sind zwischenzeitlich als Mediatoren dieser Prozesse identifiziert worden.